# 北陸地方

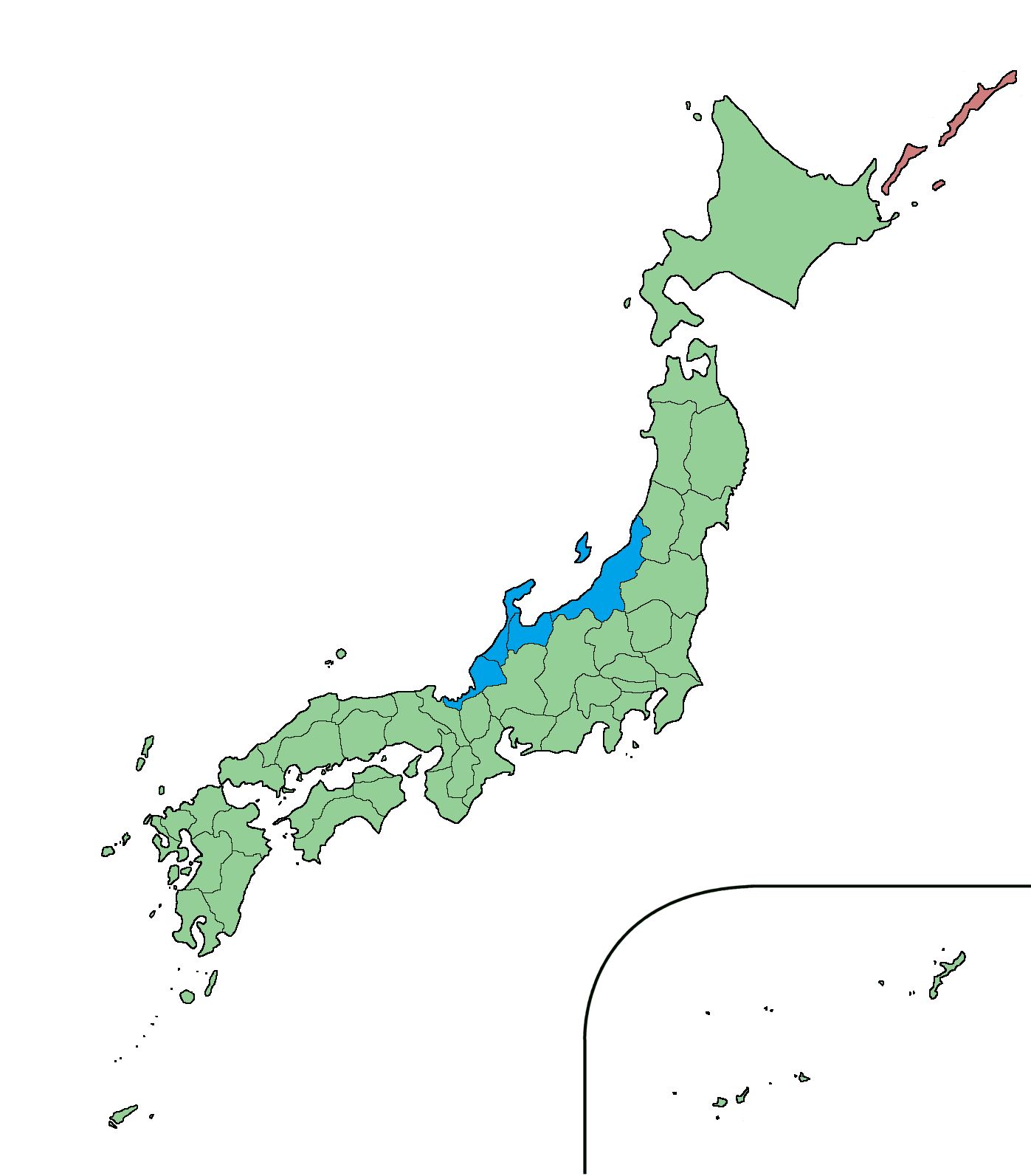
藍色區域是北陸地方範圍

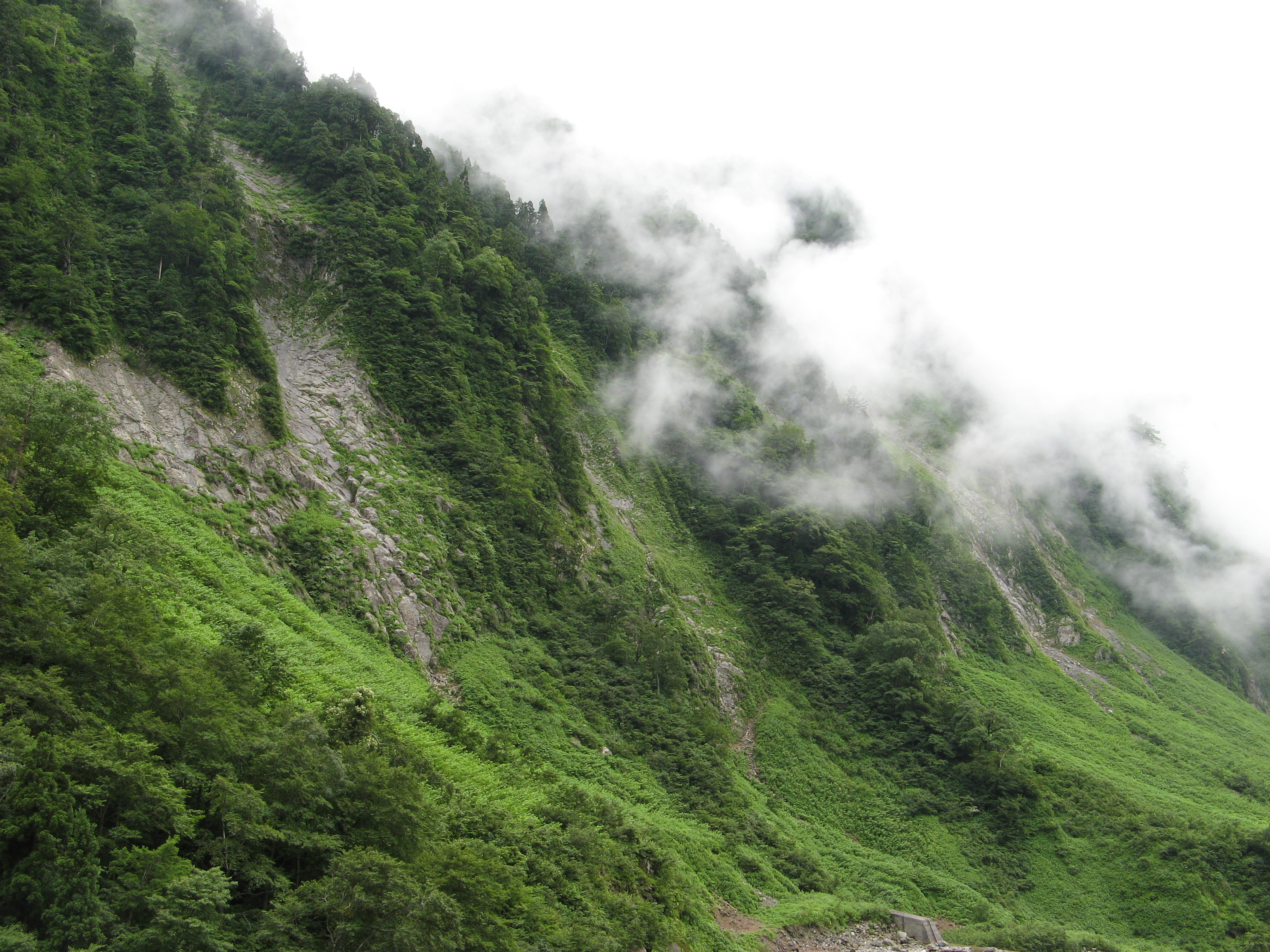
冷空气受到飛驒山脈的阻挡而下降

北陸地方（日语：／ Hokuriku Chihō */?）其名称来自日本古代五畿七道中的「北陆道」，一般指日本本州中部地區臨日本海沿岸的地方，包括福井县、石川县、富山县及新潟县。由于经济与文化的差異，有时北陆地方又不含新潟县，所以有前者「含新潟縣的北陸地方」的「北陸4縣」及後者的「北陸3縣」的區分。

## 範圍
地理學上，北陸地方的範圍是新潟縣到福井縣的東西約400km的細長土地。歷史上，被稱為「越國」的地方大多包含在內，即若狹國到越後國的範圍。到明治時代為止，讀做（Hokuroku）。
在富山縣、石川縣、福井縣的自治體、傳播媒體、民間企業、團體，大多限定指上述3縣為「北陸」。

## 地理
北陆地方每到冬天時，西伯利亚冷空气受到越后山脉和飛驒山脈的阻挡，常为該地方带来暴雪。而从春天开始冰雪逐漸融化，呈现出典型的日本海側氣候。特别是新潟县南魚沼市和新见市的周边，是日本有名的多雪地带，因此當地設有許多滑雪场。北陆地方有日本最具代表性三名山的其中兩山——立山及白山。
- 山脈：越後山脈、三國山脈、飛驒山脈（親不知）、兩白山地
- 山：彌彥山、苗場山、妙高山、立山、白山、能鄉白山
- 川：阿賀野川、信濃川、姬川、黑部川、神通川、手取川、犀川、九頭龍川、北川
- 平原：越後平原、高田平原、富山平原、砺波平原、邑知潟平原、金澤平原、福井平原
- 盆地：十日町盆地、六日町盆地、大野盆地
- 灣：富山灣、七尾灣、九十九灣、若狹灣（敦賀灣、世久見灣、矢代灣、小濱灣、高濱灣、內浦灣）

## 地域

### 主要都市
- 新潟市（808,091人，政令指定都市）
- 金澤市（464,947人，中核市）
- 富山市（418,954人，中核市）
- 長岡市（276,078人，特例市）
- 福井市（264,984人，特例市）
- 上越市（197,667人，特例市）
- 人口十萬以上的都市
  - 高岡市（171,473人）
  - 白山市（109,134人）
  - 小松市（106,932人）